# Ян де Квай
Ян Едуард де Квай (26 серпня 1901 – 4 липня 1985) — нідерландський політик вже неіснуючої Католицької народної партії (KVP), нині Християнсько-демократичного заклику (CDA), психолог, який обіймав посаду прем'єр-міністра Нідерландів з 19 травня 1959 до 24 липня 1963 року.
Де Квай вивчав прикладну психологію та літературу в Утрехтському університеті, отримавши ступінь магістра психології та літератури, після чого здобув післядипомну освіту (аспірантуру) з клінічної психології в Стенфордському університеті, отримавши ступінь магістра соціальних наук. З вересня 1927 року по серпень 1939 року працював науковим співробітником і доцентом прикладної психології в Тілбурзькому університеті, після чого захистив дисертацію в альма-матер і отримав ступінь доктора психології в галузі прикладної психології, а також працював професором прикладної психології, ділового адміністрування та теорію організацій в Тілбурзькому університеті з березня 1933 до серпня 1939 року. З січня 1938 року по січень 1939 року де Квай також обіймав посаду Великого ректора університету. Під час Другої світової війни де Квай був одним із засновників суперечливого Голландського союзу в липні 1940 року, але організація була розпущена німецькою окупаційною владою в грудні 1941 року. Незадовго до закінчення війни де Квай був призначений військовим міністром в третьому кабінеті Гербранді , останньому уряді у вигнанні, який приступив до виконання своїх обов'язків 4 квітня 1945 року. Після формування нового кабінету міністрів де Квай не увійшов до його складу. Де Квай продовжував активну політичну діяльність і у вересні 1946 року був номінований на посаду наступного королівського комісара Північного Брабанту, який вступив на посаду 1 листопада 1946 року. Після виборів 1959 року де Квай був переконаний очолити новий кабінет міністрів. Після успішного формування кабінету міністрів де Квай сформував кабінет і став прем'єр-міністром Нідерландів, вступивши на посаду 19 травня 1959 року.
Перед виборами 1963 року де Квай заявив, що він не буде виконувати обов'язки прем'єр-міністра ще один термін або не буде балотуватися на виборах. Де Квай пішов у відставку після того, як 24 липня 1963 року було сформовано Кабінет Марійнена. Де Квай був обраний членом Сенату після виборів до Сенату 1963 року і вступив на посаду 25 червня 1963 року, виконуючи обов'язки лідера фракції та речника Міністерства закордонних справ . Після політичної кризи де Квай був призначений віце-прем'єр-міністром і міністром транспорту та водного господарства в тимчасовому кабінеті Зійлстра, який вступив на посаду 22 листопада 1966 року. Невдовзі після цього де Квай оголосив, що відмовляється від роботи в новому кабінеті, і повернувся до Сенату, де працював з 13 червня 1967 року до 16 вересня 1969 року.
Де Квай пішов з активної політики у 68 років і почав працювати у приватному та державному секторах як корпоративний та некомерційний директор, а також працював у кількох державних комісіях та радах від імені уряду. Де Квай був відомий своїми здібностями ефективного командного лідера та вмінням досягати консенсусу. Під час свого прем'єрства його кабінет відповідав за основні реформи в системі освіти, державному секторі, соціальному забезпеченні та врегулювання кількох великих криз, таких як суперечка навколо Західної Нової Гвінеї. Де Квай відійшов від публічного життя і жив на пенсії до своєї смерті в липні 1985 року у віці 83 років. Він є лідером першого кабінету міністрів, який пропрацював повний термін після Другої світової війни, і його прем'єрство незмінно оцінюється науковцями та громадськістю на середній рівень.